# Astragalus cuneifolius
Astragalus cuneifolius är en ärtväxtart som beskrevs av Aleksandr Andrejevitj Bunge. Astragalus cuneifolius ingår i släktet vedlar, och familjen ärtväxter. Inga underarter finns listade i Catalogue of Life.